# 貝爾格萊德—巴爾鐵路

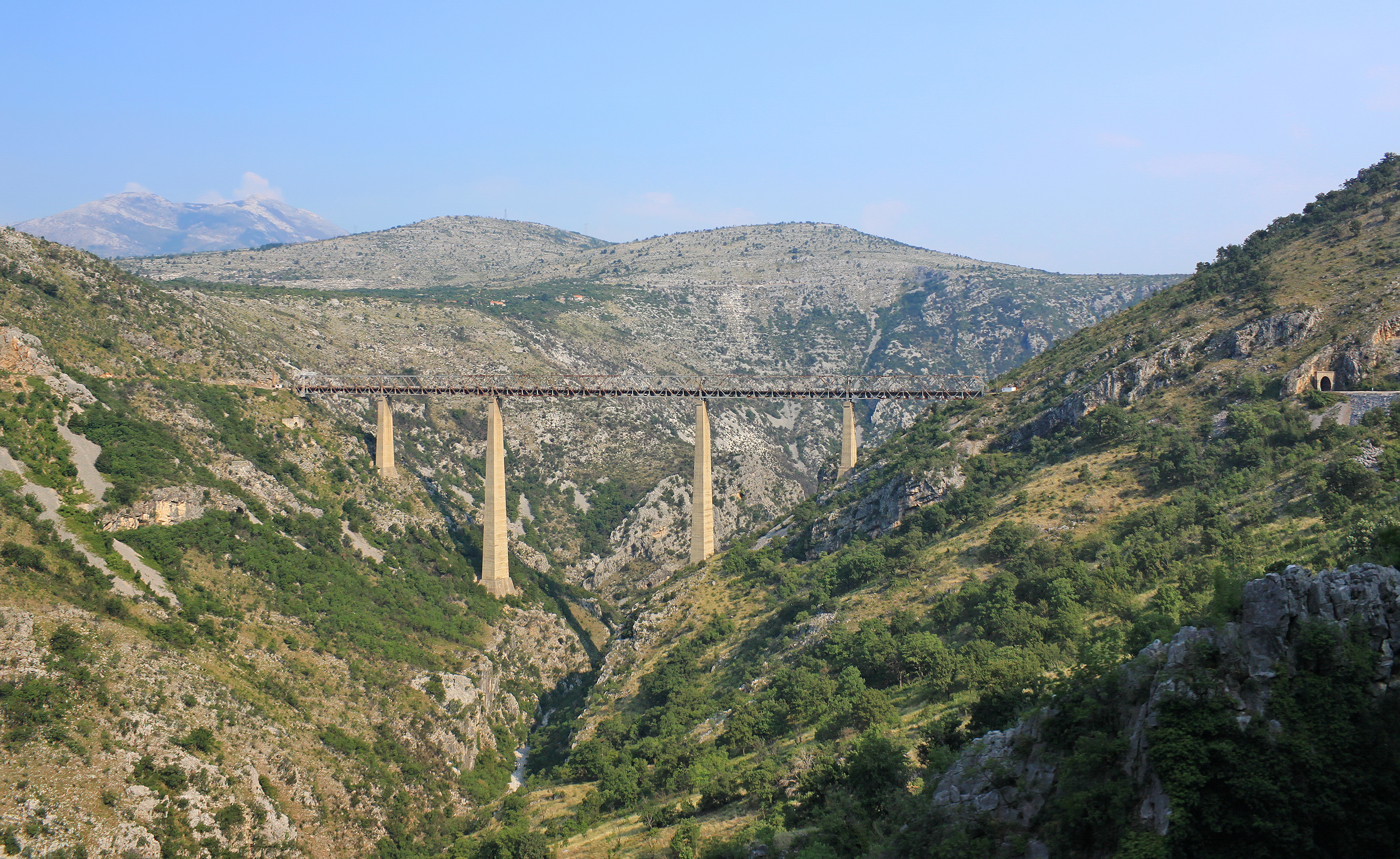
馬拉里耶卡高架橋

貝爾格勒－巴爾鐵路（romanized: Pruga Beograd–Bar）是連接塞爾維亞首都貝爾格勒和蒙特內哥羅港口城市巴爾之間的鐵路，是蒙特內哥羅的主要鐵路線。這條鐵路全長476 km（296 mi）。在1970年代後期竣工時，乘坐列車走完這條鐵路全程需約7個小時。現在反而需要11個小時。2016年，塞爾維亞開始修復其境內的貝爾格勒－巴爾鐵路。

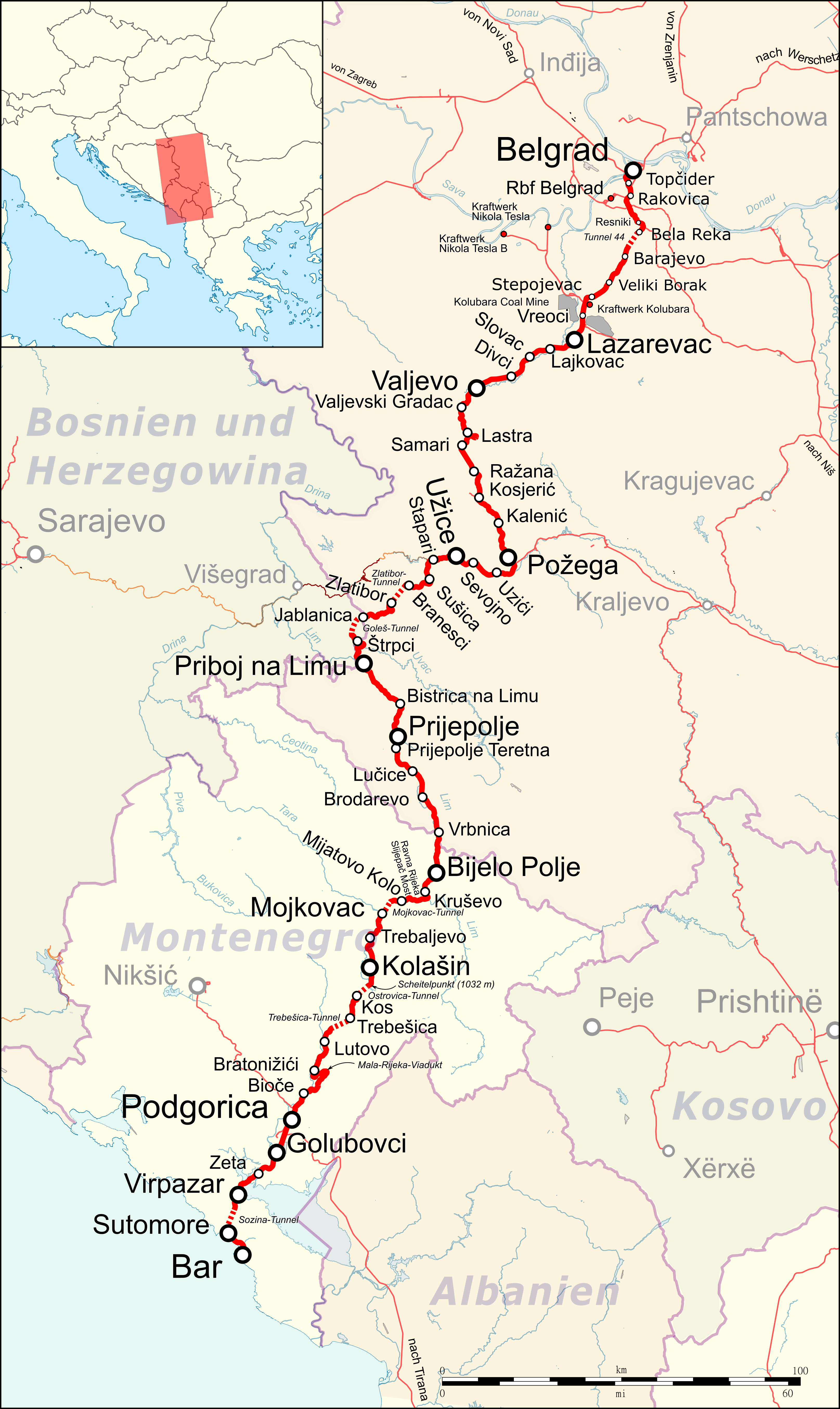
貝爾格萊德—巴爾鐵路沿線車站

## 圖集

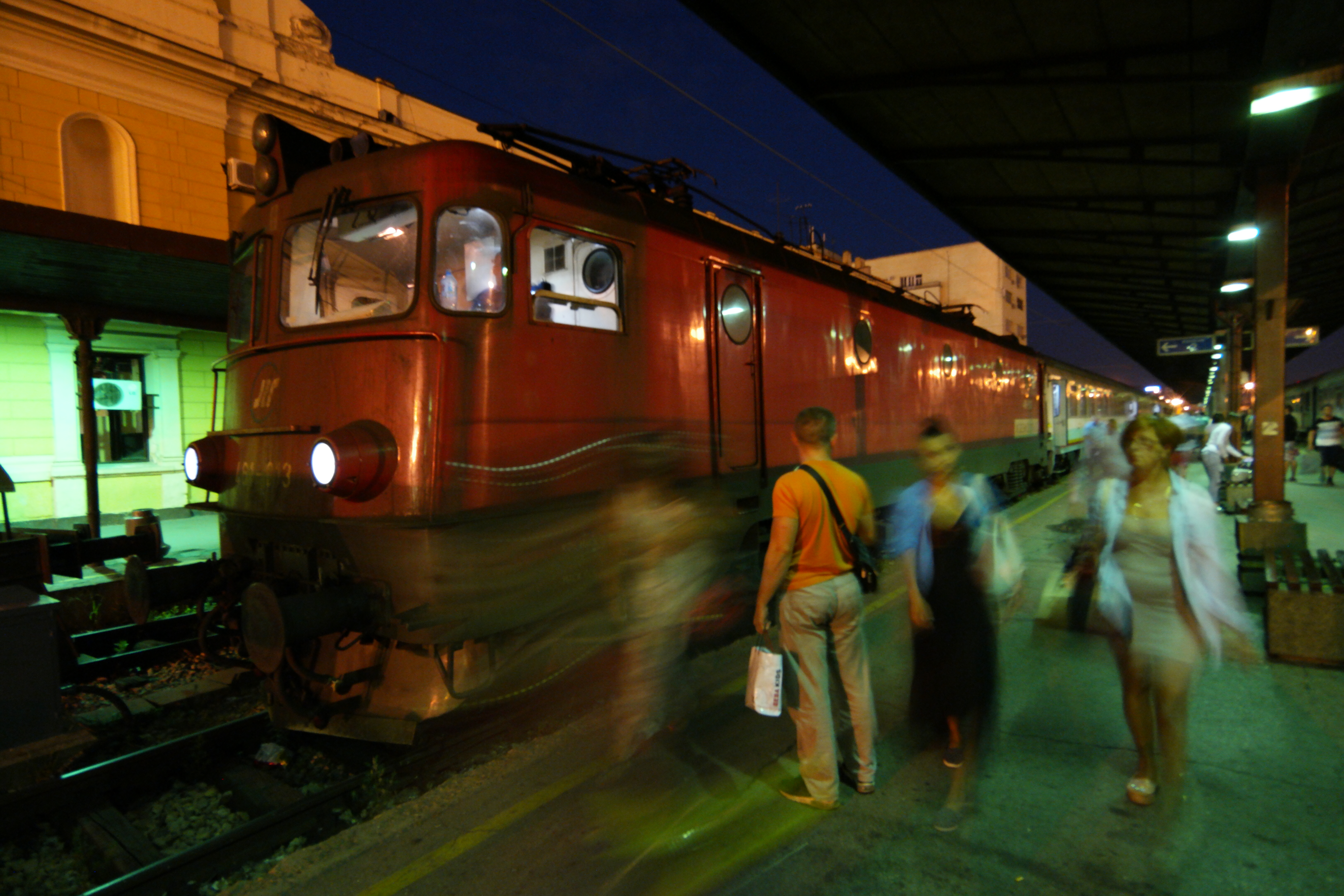
ŽS 461抵達 貝爾格勒